# Списак кошаркаша Сијетл суперсоникса
Овај чланак садржи списак кошаркаша који су наступали за Сијетл суперсониксе. Списак је тренутно ограничен само на играче који имају чланке на српској Википедији.

## А
| Играч    | Боравак    |
| -------- | ---------- |
| Реј Ален | 2003—2007. |

## В
| Играч        | Боравак    |
| ------------ | ---------- |
| Делонте Вест | 2007—2008. |
| Лени Вилкенс | 1968—1972. |

## Г
| Играч                | Боравак    |
| -------------------- | ---------- |
| Андреас Глинијадакис | 2006—2007. |
| Хорас Грант          | 1999—2000. |
| Џеф Грин             | 2007—2008. |

## Д
| Играч           | Боравак    |
| --------------- | ---------- |
| Предраг Дробњак | 2001—2003. |
| Кевин Дурант    | 2007—2008. |

## Е
| Играч      | Боравак    |
| ---------- | ---------- |
| Реџи Еванс | 2002—2006. |

| Играч          | Боравак    |
| -------------- | ---------- |
| Микаел Желабал | 2006—2008. |

## Ј
| Играч        | Боравак    |
| ------------ | ---------- |
| Патрик Јуинг | 2000—2001. |

## К
| Играч          | Боравак    |
| -------------- | ---------- |
| Шон Кемп       | 1989—1997. |
| Ник Колисон    | 2003—2008. |
| Ибрахим Кутлај | 2004—2005. |

## Л
| Играч       | Боравак    |
| ----------- | ---------- |
| Рашард Луис | 1998—2007. |

## М
| Играч              | Боравак    |
| ------------------ | ---------- |
| Шарунас Марчуљонис | 1994—1995. |

## П
| Играч       | Боравак    |
| ----------- | ---------- |
| Гари Пејтон | 1990—2003. |

## Р
| Играч               | Боравак    |
| ------------------- | ---------- |
| Владимир Радмановић | 2001—2006. |

## Ф
| Играч        | Боравак    |
| ------------ | ---------- |
| Алфонсо Форд | 1994.      |
| Дени Фортсон | 2004—2007. |

## Х
| Играч          | Боравак    |
| -------------- | ---------- |
| Спенсер Хејвуд | 1970—1975. |

## Ч
| Играч        | Боравак    |
| ------------ | ---------- |
| Том Чејмберс | 1983—1988. |

## Џ
| Играч        | Боравак    |
| ------------ | ---------- |
| Џером Џејмс  | 2001—2005. |
| Денис Џонсон | 1976—1980. |

## Ш
| Играч         | Боравак    |
| ------------- | ---------- |
| Детлеф Шремпф | 1993—1999. |